# 渡辺和靖
渡辺 和靖（わたなべ　かずやす、1946年 - ）は、日本の日本思想史学者。愛知教育大学名誉教授。

## 略歴
山形県に生まれる。山形大学文理学部卒業。東北大学大学院文学研究科修士課程修了。愛知教育大学助教授、教授。2006年「保田與重郎研究 一九三〇年代思想史の構想」で東北大学博士（文学）。2011年定年退任、名誉教授。

## 著書
- 『明治思想史 儒教的伝統と近代認識論』（ぺりかん社） 1978
- 『出会いへの旅立ち 道元』（日本教文社、聖者物語） 1980
- 『自立と共同 大正・昭和の思想の流れ』（ぺりかん社） 1987
- 『萩原朔太郎 詩人の思想史』（ぺりかん社） 1998
- 『保田與重郎研究 一九三〇年代思想史の構想』（ぺりかん社） 2004
- 『吉本隆明の一九四〇年代』（ぺりかん社） 2010
- 『吉本隆明の戦後 一九五〇年代の軌跡』（ぺりかん社） 2012